# Mermessus socius
Espèce
Synonymes
- Eperigone socius Chamberlin, 1949

Mermessus socius est une espèce d'araignées aranéomorphes de la famille des Linyphiidae.

## Distribution
Cette espèce est endémique du Wyoming aux États-Unis,. Elle se rencontre dans le comté de Park.

## Description
Les mâles mesurent de 1,65 à 1,9 mm et les femelles de 1,85 à 2,0 mm.

## Publication originale
- Chamberlin, 1949 : On some American spiders of the family Erigonidae. Annals of the Entomological Society of America, vol. 41, p. 483-562.